# Application service provider
Een application service provider (ASP) is een onderneming die via internet de mogelijkheid biedt om bedrijfssoftware te gebruiken, bijvoorbeeld een ERP-pakket.

## Kenmerken
De kenmerken van de diensten van een ASP zijn: 
- De klant hoeft de software en de daarvoor benodigde hardware niet aan te schaffen maar betaalt slechts voor het gebruik ervan.
- De software en hardware wordt niet bij de klant geïnstalleerd, maar bij de ASP. De klant heeft toegang tot de software via internet.
- De ASP verzorgt het applicatiebeheer, zoals het maken van back-ups, het onderhoud en de installatie van nieuwe versies en updates, de gebruikersadministratie, beveiliging tegen ongeautoriseerde toegang en dergelijke.

## Toegang tot de software
In de eenvoudigste vorm wordt toegang geboden tot een specifiek programma of een portaal via een standaardprotocol als HTTP of de veilige variant HTTPS. Vaak alleen via de combinatie gebruikersnaam en wachtwoord. Internetbankieren maakt hiervan gebruik in combinatie met een token.
Een geavanceerdere vorm van toegang wordt geboden via het Microsoft Remote Desktop Protocol of met Citrix.
Een al lang bestaande vorm ervan is e-mail waarbij de inhoud van de mailbox bij de internetaanbieder opgeslagen blijft. Dit kan voor privémailboxen bij een particulier internetabonnement, maar ook voor bedrijven en organisaties waarbij de gehele mail, agenda en adreslijsten centraal bij een ASP is opgeslagen.
Toegang kan worden aangeboden via internet, maar ook via gesloten netwerken (huurlijnen, Virtueel Particulier Netwerk (vpn)) die uitsluitend voor de klant toegankelijk zijn.

## Zakelijke aspecten
Voordeel voor de klant zijn onder andere:
- De klant is geen eigenaar van de middelen (geen activa)
- De klant hoeft geen eigen ICT-personeel in dienst te hebben. Het ontslaat de klant niet van het opstellen van eigen ICT-beleid en het houden van de regiefunctie.
- De klant hoeft geen complexe IT-infrastructuur te beheren.
- De ASP-aanbieder kan de diensten vanuit een hoogwaardig datacenter aanbieden met veelal een hogere beschikbaarheid dan de doorsneecomputerzaal in het midden- en kleinbedrijf. Denk daarbij aan voorzieningen als noodstroomvoeding en automatische blusmiddelvoorzieningen.
- Lagere beheerskosten voor de klant zijn mogelijk doordat de ASP-aanbieder de kosten voor de infrastructuur over alle abonnees kan spreiden. Bijvoorbeeld hoogwaardige opslag en back-upfaciliteiten worden voor alle aangesloten abonnees gebruikt in plaats van voor één specifiek bedrijf.

## Licentiesysteem
ASP's kunnen een specifiek voor dit doel in het leven geroepen licentiesysteem gebruiken. Fabrikanten van applicaties zoals Microsoft verhuren hun applicaties per gebruiker en per maand aan de ASP. Een dergelijk licentiesysteem wordt SPLA genoemd: service provider license agreement. Dit in tegenstelling tot de licenties die door een individu of organisatie in eigendom worden aangeschaft.

## Geschiedenis
De eerste verwijzing naar een vorm van shared-servicedienstverlener duikt op in een publicatie van het MIT over 'The Compatible Timesharing System' uit 1963. Aanvankelijk voorspelde IBM een groei van deze dienstverlening die voor een wereldwijd aanbod geconcentreerd zou kunnen worden in enkele grote mainframedatacenters. De opkomst van de personal computer eind jaren zeventig doorkruiste echter de opkomst van de mainframes in gecentraliseerde datacenters. Pas in de jaren negentig kwam de ASP-dienstverlening op gang in de vorm zoals we die ook nu (2010) nog kennen.

## SaaS
Een nieuwe ontwikkeling op het gebied van ASP-dienstverlening is Software as a Service (SaaS). Een bijzondere ontwikkeling is dat grote leveranciers van zowel software (Microsoft) als hardware (Cisco) zich nu zelf storten op de ASP-markt en daarbij direct diensten gaan leveren aan particulieren en bedrijven. Ook internetreus Google levert inmiddels via internet opslagruimte alsmede applicaties zoals tekstverwerking en rekenbladen vanuit 'the cloud' (cloudcomputing). De complexiteit van ICT neemt toe, waardoor het voor kleine en middelgrote ondernemingen steeds moeilijker is om zelf de ICT volledig in eigen hand te houden.
Aan de andere kant hebben in de ICT vaker golfbewegingen plaatsgevonden, waardoor de toekomst van ASP over een periode van 10 jaar ongewis blijft.